# Фредериксбург (Вирџинија)
Фредериксбург (енгл. Fredericksburg) град је у америчкој савезној држави Вирџинија. По попису становништва из 2010. у њему је живело 24.286 становника.

## Демографија
Према попису становништва из 2010. у граду је живело 24.286 становника, што је 5.007 (26,0%) становника више него 2000. године.
| Група             | 2000.          | 2010.          |
| Белци             | 13.759 (71,4%) | 14.760 (60,8%) |
| Афроамериканци    | 3.935 (20,4%)  | 5.498 (22,6%)  |
| Азијати           | 291 (1,5%)     | 689 (2,8%)     |
| Хиспаноамериканци | 945 (4,9%)     | 2.607 (10,7%)  |
| Укупно            | 19.279         | 24.286         |